# Tegula (род)
Tegula (лат.) — род морских брюхоногих моллюсков из семейства Tegulidae. Типовой вид — Tegula elegans Lesson, 1833 сейчас называется Tegula pellisserpentis (W. Wood, 1828). Встречаются в Тихом и Атлантическом океанах. Живут на глубинах от 0 до 90 м. Донные субтропические и тропические моллюски. Обитают на мелководье — на скалах и мягких грунтах. Питаются водорослями и детритом. Длина раковины от 1 (Tegula gruneri) до 6,2 см (Tegula atra). Они безвредны для человека, их охранный статус не оценивался, объектами промысла не являются.

## Классификация
На апрель 2024 в состав рода включают следующие ныне живущие и ископаемые виды:
- Tegula argyrostoma (Gmelin, 1791)
- Tegula atra (Lesson, 1831)
- Tegula aureotincta (Forbes, 1852)
- Tegula austropacifica S. N. Nielsen, Frassinetti & Bandel, 2004 †
- Tegula bergeroni J. H. McLean, 1970
- Tegula brunnea (R. A. Philippi, 1849)
- Tegula chilena S. N. Nielsen, Frassinetti & Bandel, 2004 †
- Tegula cooksoni (E. A. Smith, 1877)
- Tegula corrugata (A. Adams, 1853)
- Tegula corteziana J. H. McLean, 1970
- Tegula corvus (R. A. Philippi, 1850)
- Tegula eiseni E. K. Jordan, 1936
- Tegula euryomphala (Jonas, 1844)
- Tegula excavata (Lamarck, 1822)
- Tegula felipensis J. H. McLean, 1970
- Tegula forbesi Dall & Ochsner, 1928 †
- Tegula funebralis (A. Adams, 1855)
- Tegula gallina (Forbes, 1852)
- Tegula globulus (P. P. Carpenter, 1857)
- Tegula gruneri (R. A. Philippi, 1849)
- Tegula ignota Ramírez-Böhme, 1976
- Tegula kusairo D. Yamazaki, Hirano, Chiba & H. Fukuda, 2020
- Tegula ligulata (Menke, 1850)
- Tegula luctuosa (A. d’Orbigny, 1841)
- Tegula mariana (Dall, 1919)
- Tegula matanzensis S. N. Nielsen, Frassinetti & Bandel, 2004 †
- Tegula melaleucos (Jonas, 1844)
- Tegula montereyi (Kiener, 1850)
- Tegula nigerrima (Gmelin, 1791)
- Tegula panamensis (R. A. Philippi, 1849)
- Tegula patagonica (A. d’Orbigny, 1838)
- Tegula pellisserpentis (W. Wood, 1828)
- Tegula pfeifferi (R. A. Philippi, 1846)
- Tegula picta J. H. McLean, 1970
- Tegula pulligo (Gmelin, 1791)
- Tegula puntagordana Weisbord, 1962
- Tegula quadricostata (W. Wood, 1828)
- Tegula quipua (DeVries, 2007) †
- Tegula regina (Stearns, 1892)
- Tegula rubroflammulata (F. C. L. Koch, 1843)
- Tegula rugata (A. Gould, 1861)
- Tegula rugosa (A. Adams, 1853)
- Tegula rustica (Gmelin, 1791)
- Tegula snodgrassi (Pilsbry & Vanatta, 1902)
- Tegula tridentata (Potiez & Michaud, 1838)
- Tegula turbinata (A. Adams, 1853)
- Tegula verdispira J. H. McLean, 1970
- Tegula verrucosa J. H. McLean, 1970
- Tegula xanthostigma (A. Adams, 1853)